# Стил (остров)
Вижте пояснителната страница за други значения на Стил.
Стил (на албански: Ishulli i Stilit) e малък и много скалист остров в Йонийско море, до брега на Южна Албания.
Макар че островът не е най-южната точка на Албания, той се състои от най-южната точка на бреговата линия на държавата.